# Kamienica (powiat koniński)
Kamienica – wieś w Polsce położona w województwie wielkopolskim, w powiecie konińskim, w gminie Kazimierz Biskupi.
Jeszcze przed II wojną światową istniał tu folwark. Podczas okupacji niemieckiej nazwa miejscowości została zmieniona na Steinhang. Podczas wojny Niemcy wywieźli na roboty przymusowe do Rzeszy 18 mieszkańców Kamienicy. 
W latach 1975–1998 miejscowość należała administracyjnie do województwa konińskiego. 